# Untersuchungshaftvollzugsordnung
| Basisdaten       | Basisdaten                                     | Basisdaten |
| ---------------- | ---------------------------------------------- | ---------- |
| Kurztitel:       | Untersuchungshaftvollzugsordnung               |            |
| Voller Titel:    | Ordnung über den Vollzug der Untersuchungshaft |            |
| Typ:             | Verwaltungsvorschrift Bund/Länder              |            |
| Rechtsmaterie:   | Strafrecht                                     |            |
| Geltungsbereich: | Bundesrepublik Deutschland                     |            |
| Abkürzung:       | UVollzO                                        |            |
| Datum:           | 12. Februar 1953                               |            |
| Neufassung vom:  | 15. Dezember 1976 (Geltung ab: 1. Januar 1977) |            |
| Letzte Änderung: | 1. Januar 1997                                 |            |
| Außerkrafttreten | je nach Bundesland zwischen 2008 und 2012      |            |

Die Untersuchungshaftvollzugsordnung (UVollzO) war eine Allgemeine Verwaltungsvorschrift, die in Deutschland Regelungen über den Vollzug der Untersuchungshaft (kurz "U-Haft") traf. Die UVollzO wurde am 12. Februar 1953 erlassen und am 15. Dezember 1976 neu gefasst. Sie wurde durch Landesgesetze zum Untersuchungshaftvollzug, die die Länder zwischen 2008 und 2012 erließen, ersetzt.

## Fehlender Rechtscharakter
Bei der UVollzO handelte es sich nicht um ein bundeseinheitliches Gesetz, sondern nur um im Wesentlichen gleichlautende Verwaltungsvorschriften der Länder, die den Rahmen für einen Vollzug der Untersuchungshaft geben sollten. In Rechte von Untersuchungsgefangenen kann allerdings aus rechtsstaatlichen Gründen (Gesetzesvorbehalt) nicht auf Grund einer bloßen Verwaltungsvorschrift eingegriffen werden. Rechtsgrundlage für Eingriffsbefugnisse war deshalb die grundlegende gesetzliche Regelung in § 119 StPO. Diese wurde für Jugendliche und Heranwachsende ergänzt durch § 93 und § 110 JGG. Ergänzend galten auch für Untersuchungsgefangene nach Maßgabe des § 178 StVollzG die §§ 94 – 101 StVollzG über den unmittelbaren Zwang.
Alle Maßnahmen und Beschränkungen, die für den Vollzug der U-Haft notwendig sind, ordnete der Richter gemäß § 119 Abs. 6 StPO an. Eine Reihe von typischerweise immer wieder vorkommenden Maßnahmen waren in der UVollzO näher ausgestaltet, wobei allerdings nur solche Eingriffe vorgesehen werden konnten, die sich im Rahmen der in § 119 StPO in Form von Generalklauseln vorgesehenen Befugnisse halten. Die Anordnung von Maßnahmen geschah in der Praxis häufig dadurch, dass der Richter anordnet, es solle allgemein oder in einem bestimmten Punkt nach der UVollzO verfahren werden. Allerdings war die UVollzO als bloße Verwaltungsvorschrift für den Richter nicht bindend, sondern enthielt für den Richter nur Vorschläge, wie er in bestimmten Regelfällen verfahren konnte. Er konnte aber auch von der Verwaltungsvorschrift abweichende Anordnungen treffen.
Im Einzelnen entscheidet der Richter insbesondere über die Art der Unterbringung, den Verkehr mit der Außenwelt, besondere Sicherungsmaßnahmen und Disziplinarmaßnahmen. Der Richter kann auch bei den einzelnen Gefangenen auf ihren Antrag hin bestimmte Maßnahmen auf den zuständigen Staatsanwalt übertragen, zum Beispiel die Briefzensur. Der Anstaltsleiter trägt die Verantwortung für den Vollzug der U-Haft und die Ordnung in der Anstalt. Er handelte nach der UVollzO und führte die Anordnungen von Richter und Staatsanwalt durch.
Der wichtigste Grundsatz der UVollzO war:
Nr. 1 Abs. 1: Die Untersuchungshaft dient dem Zweck, durch sichere Verwahrung des Beschuldigten die Durchführung eines geordneten Strafverfahrens zu gewährleisten oder der Gefahr weiterer Straftaten zu begegnen.

## Verrechtlichung des Untersuchungshaftvollzuges
Die wenigen gesetzlichen Normen zum Vollzug der Untersuchungshaft (§ 119 StPO, 177 StVollzG) gelten seit langem als unzureichend, weshalb vielfach eine angemessene gesetzliche Regelung gefordert wird (vgl. zusammenfassend Feest/Köhne, in: Kommentar zum Strafvollzugsgesetz, 5. Auflage, S. 781). Verschiedene Anläufe dazu sind jedoch in der Vergangenheit regelmäßig gescheitert, weil sich Bund und Länder nicht einig werden konnten. Die Föderalismusreform hat hier eine neue Situation geschaffen, indem nunmehr die Länder allein für die Regelung des Untersuchungshaftvollzuges zuständig sind. Ein erstes Landesgesetz ist in Niedersachsen bereits am 1. Januar 2008 in Kraft getreten. Weitere Landesgesetze sind 2009 und 2010 in Kraft getreten. In Baden-Württemberg gilt seit dem 1. Januar 2010 das neue Justizvollzugsgesetzbuch (JVollzGB) vom 10. November 2009. Bis 2012 wurden in allen Bundesländern Untersuchungshaftvollzugsgesetze erlassen. Der wesentliche Unterschied ist, dass nun auch die Untersuchungshaft als Gesetz geregelt ist und nicht mehr wie bisher als Verwaltungsvorschrift (UVollzO).